# Scleria cyathophora
Scleria cyathophora là loài thực vật có hoa trong họ Cói. Loài này được Holttum miêu tả khoa học đầu tiên năm 1947.